# Труа-Фон
Труа́-Фон (фр. Trois-Fonds) — коммуна во Франции, находится в регионе Лимузен. Департамент коммуны — Крёз. Входит в состав кантона Жарнаж. Округ коммуны — Гере.
Код INSEE коммуны — 23255.

## Население
Население коммуны на 2010 год составляло 116 человек.
| 1962 | 1968 | 1975 | 1982 | 1990 | 1999 | 2010 |
| ---- | ---- | ---- | ---- | ---- | ---- | ---- |
| 196  | 185  | 161  | 125  | 85   | 95   | 116  |

## Экономика
В 2010 году среди 68 человек трудоспособного возраста (15—64 лет) 51 были экономически активными, 17 — неактивными (показатель активности — 75,0 %, в 1999 году было 58,5 %). Из 51 активных жителей работали 46 человек (25 мужчин и 21 женщина), безработных было 5 (2 мужчин и 3 женщины). Среди 17 неактивных 7 человек были учениками или студентами, 6 — пенсионерами, 4 были неактивными по другим причинам.